# Polyschides
Polyschides is een geslacht van tandschelpen uit de familie van de Gadilidae.

## Soorten
- Polyschides andersoni Lamprell & Healy, 1998
- Polyschides arnaudi Scarabino, 1995
- Polyschides arnoensis Maxwell, 1992 †
- Polyschides carolinensis (Bush, 1885)
- Polyschides cayrei Scarabino, 2008
- Polyschides cuspidatus (Nicklès, 1979)
- Polyschides fausta Kuroda, Habe & Oyama, 1971
- Polyschides foweyensis (Henderson, 1920)
- Polyschides gibbosus (Verco, 1911)
- Polyschides grandis (Verrill, 1884)
- Polyschides kaiyomaruae Okutani, 1975
- Polyschides kapuaensis Maxwell, 1992 †
- Polyschides miamiensis (Henderson, 1920)
- Polyschides nedallisoni (Emerson, 1978)
- Polyschides nitidus (Henderson, 1920)
- Polyschides noronhensis Simone, 2009
- Polyschides olivi (Scacchi, 1835)
- Polyschides pelamidae Chistikov, 1979
- Polyschides portoricensis (Henderson, 1920)
- Polyschides quadrifissatus (Pilsbry & Sharp, 1898)
- Polyschides rushii (Pilsbry & Sharp, 1898)
- Polyschides sakuraii (Kuroda & Habe in Habe, 1961)
- Polyschides spectabilis (A. E. Verrill, 1885)
- Polyschides sutherlandi Lamprell & Healy, 1998
- Polyschides tetraschistus (Watson, 1879)
- Polyschides tetrodon (Pilsbry & Sharp, 1898)
- Polyschides vietnamicus Chistikov, 1979
- Polyschides wareni Scarabino, 2008
- Polyschides xavante Caetano & Absalão, 2005